# Yeison Guzmán
Yeison Estiven Guzmán Gómez (La Unión, Antioquia, Colombia; 22 de marzo de 1998) es un futbolista colombiano que juega de centrocampista. Actualmente es propiedad del FC Torpedo Moscú, a la espera de ser cedido.

## Origen y formación
Oriundo de La Unión Antioquia, se formo en el reconocido club, Arco Zaragoza. En 2015 llega a las Divisiones menores del Envigado FC, con tan solo una temporada en la cantera de héroes es promovido al plantel profesional.

## Trayectoria

### Envigado F.C.
Debutó profesionalmente en el partido contra Águilas Doradas juego correspondiente a la Copa Colombia 2016.
El 3 de marzo marca su primer gol del 2019 en la goleada 4 por 1 sobre el América de Cali. El 27 de mayo marca su primer doblete en el empate a dos goles en su vista al Jaguares de Córdoba. El 28 de septiembre marca su primer hat-trick como profesional dándole como visitantes la victoria 3 por 2 sobre Atlético Bucaramanga siendo la figura del partido.
Terminado el Torneo Apertura 2021, Guzmán se marcharía de la institución con un saldo de haber jugado 130 partidos en donde marcó 28 goles y brindo más de 20 asistencias.

### Atlético Nacional
Para el Torneo Finalización 2021, Guzmán fue fichado por Atlético Nacional.  Debutó contra patriotas de Boyacá. Con Atlético Nacional jugó 69 partidos, anotó 9 goles y ganó la Copa Colombia del 2021 y la Liga BetPlay del 2022.

### Deportes Tolima
A finales de diciembre de 2022 se confirmó su fichaje por el Deportes Tolima en canje por  Sergio Mosquera, quien en su reemplazo llegó al Atlético Nacional. En el primer semestre destacó con varios goles, pero su equipo no clasificó a los cuadrangulares finales. En el segundo semestre tuvo mejores actuaciones, siendo considerado el mejor jugador del equipo. Marcó varios goles importantes en los cuadrangulares. En la tercera fecha del cuadrangular, cuando jugó contra el Deportivo Cali, hizo un golazo de media distancia y además dio tres asistencias, haciendo uno de los mejores partidos de su carrera. Lamentablemente, el equipo se quedó a un punto de llegar a la final de la liga colombiana.
En el año 2024 terminó de explotar y demostró todo su talento. En la fase de todos contra todos marcó 8 goles, siendo considerado el mejor jugador de la liga. Lamentablemente, en un partido contra el Deportivo Pereira fue lesionado. Debido a esta lesión, se perdió el resto de la fase de todos contra todos y parte de los cuadrangulares. Regresó en la tercera fecha de los cuadrangulares contra La Equidad. El Tolima necesitaba ganar para seguir con vida. Yeison ingresó desde el banco cuando el partido estaba 2-0 a favor de La Equidad. Su ingreso animó a sus compañeros y, gracias a un penal que convirtió, logró marcar el 2-1. Posteriormente, el equipo logró remontar el partido 2-3. En los siguientes partidos también fue importante, dando varias asistencias y marcando un gol. Lamentablemente, el Tolima volvió a quedarse cerca de pasar a la final.

## Estadísticas
| Club                         | Div.                | Temporada           | Liga  | Liga  | Liga   | Copas | Copas | Copas  | Internacional | Internacional | Internacional | Total | Total | Total  |
| Club                         | Div.                | Temporada           | Part. | Goles | Asist. | Part. | Goles | Asist. | Part.         | Goles         | Asist.        | Part. | Goles | Asist. |
| ---------------------------- | ------------------- | ------------------- | ----- | ----- | ------ | ----- | ----- | ------ | ------------- | ------------- | ------------- | ----- | ----- | ------ |
| Envigado FC · Colombia       | 1.ª                 | 2016                | 0     | 0     | 0      | 3     | 0     | 0      | —             | —             | —             | 3     | 0     | 0      |
| Envigado FC · Colombia       | 1.ª                 | 2017                | 10    | 0     | 1      | 2     | 0     | 0      | —             | —             | —             | 12    | 0     | 1      |
| Envigado FC · Colombia       | 1.ª                 | 2018                | 33    | 6     | 4      | 3     | 2     | 0      | —             | —             | —             | 36    | 8     | 4      |
| Envigado FC · Colombia       | 1.ª                 | 2019                | 38    | 8     | 6      | 2     | 1     | 0      | —             | —             | —             | 40    | 9     | 6      |
| Envigado FC · Colombia       | 1.ª                 | 2020                | 20    | 5     | 5      | 2     | 2     | 0      | —             | —             | —             | 22    | 7     | 5      |
| Envigado FC · Colombia       | 1.ª                 | A-2021              | 17    | 4     | 3      | __    | __    | __     | —             | —             | —             | 17    | 4     | 3      |
| Envigado FC · Colombia       | Total club          | Total club          | 118   | 23    | 19     | 12    | 5     | 0      | 0             | 0             | 0             | 130   | 28    | 19     |
| Atlético Nacional · Colombia | 1.a                 | F-2021              | 21    | 5     | 2      | 7     | 0     | 4      | __            | __            | __            | 28    | 5     | 6      |
| Atlético Nacional · Colombia | 1.a                 | 2022                | 38    | 4     | 1      | 1     | 0     | 0      | 1             | 0             | 0             | 41    | 4     | 1      |
| Atlético Nacional · Colombia | Total club          | Total club          | 59    | 9     | 3      | 8     | 0     | 4      | 1             | 0             | 0             | 69    | 9     | 7      |
| Deportes Tolima · Colombia   | 1.                  | 2023                | 43    | 8     | 8      | 1     | 0     | 0      | 6             | 2             | 0             | 50    | 10    | 8      |
| Deportes Tolima · Colombia   | 1.                  | 2024                | 44    | 18    | 9      | —     | —     | —      | 1             | 0             | 0             | 45    | 18    | 9      |
| Deportes Tolima · Colombia   | Total club          | Total club          | 87    | 26    | 17     | 1     | 0     | 0      | 7             | 2             | 0             | 95    | 28    | 17     |
| Torpedo Moscú · Rusia        | 1.                  | 2025                | 11    | 5     | 1      | —     | —     | —      | —             | —             | —             | 11    | 5     | 1      |
| Torpedo Moscú · Rusia        | Total club          | Total club          | 11    | 5     | 1      | 0     | 0     | 0      | 0             | 0             | 0             | 11    | 5     | 1      |
| Total en su carrera          | Total en su carrera | Total en su carrera | 275   | 63    | 40     | 21    | 5     | 4      | 8             | 2             | 0             | 304   | 70    | 44     |

### Tripletes
| 1 | 28 de septiembre de 2019 | Estadio Américo Montanini | Atlético Bucaramanga - Envigado FC |  | 2 - 3 | Categoría Primera A |

## Palmarés

### Torneos nacionales
| Título              | Club              | País     | Año  |
| ------------------- | ----------------- | -------- | ---- |
| Copa Colombia       | Atlético Nacional | Colombia | 2021 |
| Categoría Primera A | Atlético Nacional | Colombia | 2022 |

### Distinciones individuales
| Distinción                                     |
| ---------------------------------------------- |
| Máximo asistente (4) de la Copa Colombia 2021. |

## Controversias

### Fichaje en Cruzeiro
El 15 de abril de 2021, Yeison Guzmán fue presentado oficialmente como nuevo fichaje de Cruzeiro a través de sus redes sociales, con un contrato que lo vinculaba al club hasta 2025. En el video de su presentación, el jugador apareció vistiendo la camiseta del equipo y enviando un mensaje a la hinchada, en el que declaraba "Un loco más por Cruzeiro". Sin embargo, una semana después, la operación fue cancelada. Ramiro Ruiz, presidente de Envigado FC, club dueño de los derechos del jugador en ese momento, explicó que la situación se debió a un mal asesoramiento por parte del entorno de Guzmán, lo que derivó en que los términos contractuales no fueran los que el futbolista había esperado. Tras no presentarse a los entrenamientos de Cruzeiro y firmar contrato con Atlético Nacional, Yeison Guzmán fue demandado por el club brasileño. La demanda, interpuesta ante la FIFA, buscaba una compensación por la supuesta ruptura unilateral del contrato. Sin embargo, un año después, Guzmán fue notificado de que la demanda no prosperó y fue desestimada por las autoridades correspondientes.

### Desvinculación del Torpedo Moscú
Para el segundo semestre de 2025, Guzmán había sido vinculado con Millonarios FC, tras una serie de especulaciones en la prensa que indicaban que el jugador ya tenía un acuerdo cerrado sobre su salario. Según las versiones, Guzmán había declarado ser agente libre, argumentando que había renunciado a su contrato con FC Torpedo Moscú  debido a la situación de guerra entre Rusia y Ucrania. El jugador, entonces, estaba solo a la espera de presentarse en la sede deportiva del cuadro embajador para realizarse los exámenes médicos y formalizar su incorporación al club.
Sin embargo, el escenario dio un giro sorpresivo cuando FC Torpedo Moscú, a través de un comunicado oficial, desmintió las afirmaciones de Guzmán. El club ruso confirmó que el jugador seguía siendo parte de su plantilla y, en consecuencia, advirtió que cualquier club que negociara con él, ya sea Millonarios FC o Junior de Barranquilla, estaría violando los términos del contrato vigente. FC Torpedo Moscú también informó que, en caso de que los equipos colombianos persistieran en sus intentos por fichar a Guzmán, serían demandados por intentar contratar a un jugador bajo contrato. Además, el club ruso dejó claro que cualquier transferencia de Guzmán solo sería posible si se pagaba una cláusula de rescisión de 10 millones de euros (Cuarenta y seis mil setecientos sesenta y seis millones de pesos colombianos). 